# Coptorhina klugi
Coptorhina klugi là một loài bọ cánh cứng trong họ Bọ hung (Scarabaeidae).